# بروس تسکر
بروس تسکر (انگلیسی: Bruce Tasker؛ زادهٔ ۲ سپتامبر ۱۹۸۷) ورزشکار بابسلد اهل بریتانیا است.
وی در مسابقات کشوری و بین‌المللی در مجموع برندهٔ ۱ مدال برنز شده‌است.